# Jinrui wa Suitaishimashita
Jinrui wa Suitaishimashita (人類は衰退しました) hay còn gọi là Jintan là một light novel do Romeo Tanaka sáng tác. Một phiên bản anime chuyển thể do Seiji Kishi đạo diễn, bắt đầu phát sóng từ tháng 7 năm 2012.

## Cốt Truyện
Lấy bối cảnh trong một thế giới hậu tận thế nơi nền văn minh nhân loại đã suy thoái và loài người cứ giảm dần về số lượng. Câu chuyện kể về một cô gái giấu tên, đóng vai trò trung gian giữa loài người và "tiên nữ" những sinh vật nhỏ như yêu tinh thường bị thu hút bởi đồ ngọt và những điều hạnh phúc, nhưng cũng có thói quen gây rắc rối cho cô bằng năng lực tìm kiếm sự vui chơi giải trí vô tận của họ.